# Ligne rouge du métro de Chicago
Pour les articles homonymes, voir Ligne rouge.

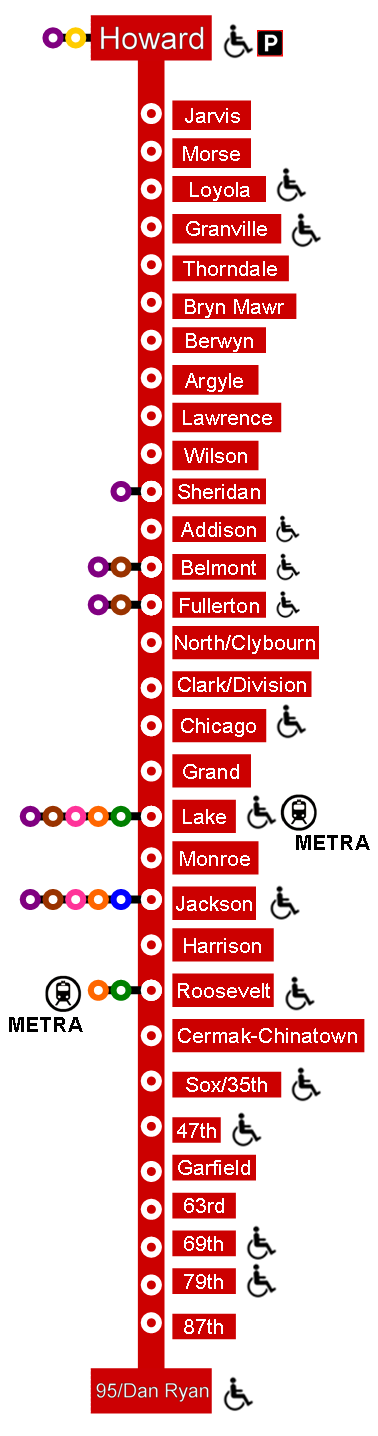
Plan de la ligne rouge.

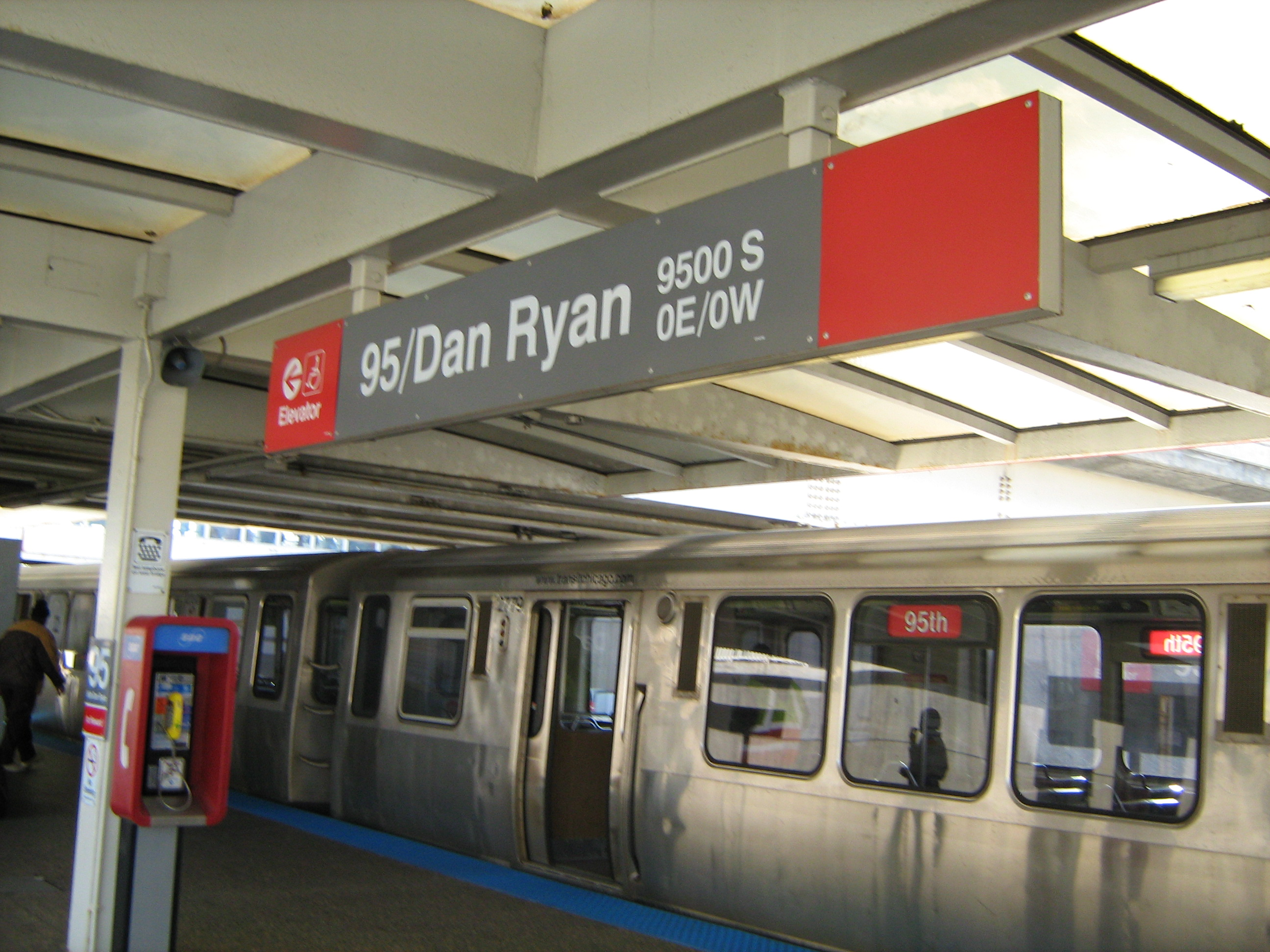
La station 95th/Dan Ryan, terminus au sud de la ligne.

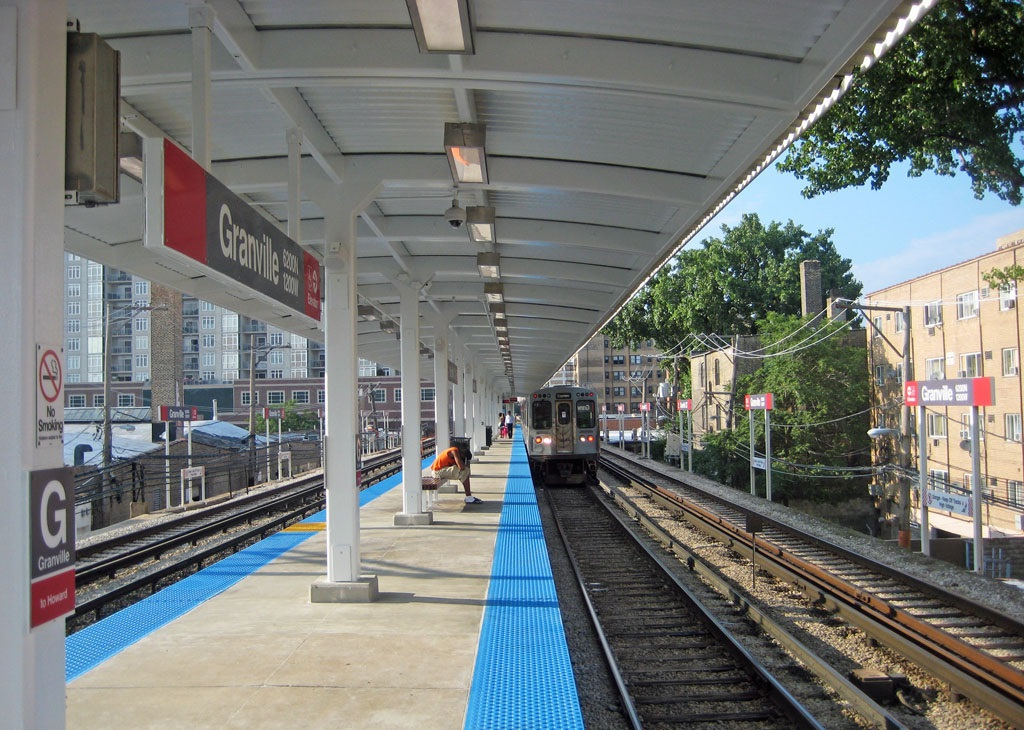
La station Granville.

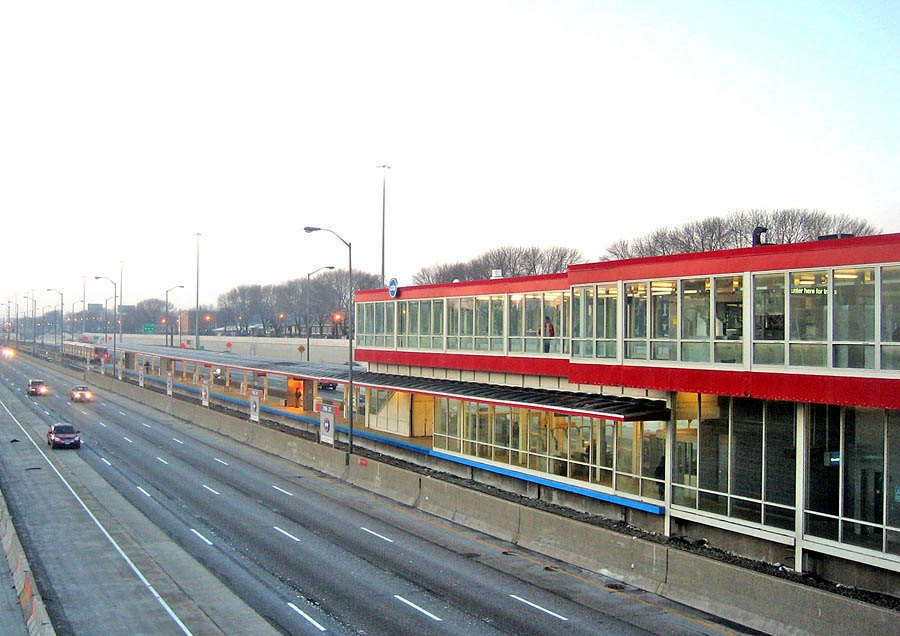
Vue sur la station 79th depuis la Dan Ryan Expressway.

La ligne rouge du métro de Chicago est la plus fréquentée du réseau, elle transporte chaque jour 230 000 passagers. Son parcours long de 33 stations et de 37,7 km roule de la limite nord de la ville de Chicago dans le quartier de Rogers Park (Howard) jusqu'à celui de Roseland (95th/Dan Ryan) dans le sud de la ville. À l'instar de la ligne bleue, la ligne rouge fonctionne 24 heures/24 et 7 jours/7. 
La ligne rouge est la seule à offrir en permanence une correspondance aux sept autres lignes du 'L'. La ligne mauve le permet également mais uniquement lorsqu'elle continue vers le Loop durant les heures de pointe. 
Outre les correspondances qu'elle offre, le succès de la ligne rouge est surtout dû au fait qu'elle dessert de nombreux points d'intérêt sur l'ensemble de Chicago comme le Wrigley Field, le stade des Cubs (station Addison) mais aussi le Guaranteed Rate Field celui des White Sox à la 35e rue, l'Institut de technologie de l'Illinois (Sox–35th), le cimetière de Graceland (Sheridan et Wilson), l'université DePaul (Fullerton), l'Auditorium Building de l'Université Roosevelt, l'université Loyola (station Loyola), la Water Tower, la Pumping Station, le 875 North Michigan Avenue (ex John Hancock Center) ainsi que le Magnificent Mile (Chicago) et Chinatown (Cermak-Chinatown).

## Historique
La ligne rouge a été créée en 1993, lorsque la Chicago Transit Authority (CTA) a adopté un code couleur pour différencier ses lignes. 
Sa plus ancienne section a été ouverte le 31 mai 1900 sur la rive nord entre Wilson, Broadway et le Loop par la Northwestern Elevated. Elle fut prolongée vers le nord et Evanston le mai 16 1908 puis à Linden Avenue, le 2 avril 1912. En novembre 1913, elle fut connectée au service de la South Side Main Line de la South Side Rapid Transit de l'autre côté de l'Union Loop vers Jackson Park dans le cadre du projet Crosstown du Chicago Elevated Railway.
En 1922, la section entre Leland Avenue  et Howard Street a été élevée sur un remblai en béton et élargi à quatre voies afin de permettre un passage de certaines rames en express et un service uniforme depuis la North Side Main Line jusque Linden).  
Le 17 octobre 1943, après cinq ans de travaux, s'ouvrit le State Street Subway. Il permit à la ligne venant de Howard de contourner les voiries de Fullerton vers l'Union Loop et de retrouver de l'autre côté la partie sud de l'ancienne South Side Rapid Transit. Cette nouvelle utilisation en provenance de Howard mais aussi de Kimball permettait une amélioration du temps de parcours de onze minutes. Le 31 juillet 1949, la route nord-sud fut révisée afin d'améliorer l'offre de service vers le Loop en combinant le service de Howard vers la branche Jackson Park-Englewood en réorientant les autres lignes sur le Loop aérien.
Le 28 septembre 1969, la nouvelle branche vers 95th/Dan Ryan est ouverte dans la médiane de l'autoroute en suivant le même principe de construction que celui utilisée sur l'autoroute Eisenhower et la ligne bleue. Elle fut dans un premier temps associée au Loop aérien afin de créer une desserte sud-ouest en passant par Lake Street et Wabash Avenue. Cette desserte provisoire s'inscrivait dans le projet de construction d'un nouveau Loop souterrain qui, fort critiqué, ne vit jamais le jour. Cette desserte fut finalement maintenue 24 ans au total.   
De l'autre côté la desserte Howard - Cottage Grove fut maintenue inchangée jusqu'à la fin des années 1980 jusqu'à ce que la Chicago Transit Authority, consciente du manque de passagers sur la jonction sud délaissée au profit de la nouvelle voie vers Dan Ryan. Ce déséquilibre de service a permis à la CTA de développer un système plus efficace en combinant les branches plus sollicitées ensemble et d'offrir une plus grande capacité à ses utilisateurs. Ainsi, le 21 février 1993, la Howard Branch fut associée à la Dan Ryan Branch tandis que la jonction vers Jackson Park fut rattachée au Loop pour former l'actuelle ligne verte. Un autre bénéfice opérationnel de ce changement, c'est que vu que le trafic et les nombreux passagers de la Dan Ryan Branch furent déviés dans le State Street Subway, il y avait dès lors de la place pour une nouvelle ligne sur le Loop ou la ligne orange vers Midway était prévue au mois d'octobre de la même année. 
Le 13 avril 1992, lors de travaux de rénovation du pont de Kinzie Street, de nouveaux pylônes sont posés dans la rivière Chicago. Durant ces travaux, le State Street Subway situé sous la rivière s'est fendu laissant ainsi plus de 250 millions de litres d'eau se déverser dans le métro de Chicago et dans les sous-sols des bâtiments voisins. La circulation du métro fut immédiatement interrompue et afin  de permettre les réparations nécessaires, plusieurs écluses de la rivière Chicago furent fermées. Les travaux terminés il fallut encore trois jours pour assurer le nettoyage et la remise en service des voies dans le métro. Finalement, la ville a assumé la responsabilité de l'entretien des tunnels, et des trappes étanches ont été installées. Le métro reprit son service le 28 avril 1992 soit dix-huit jours après l'inondation.
La Dan Ryan Branch vieillissante au début des années 2000 fut entièrement rénovée. Ces travaux terminés au début de 2007 comprenaient la modernisation des systèmes de signalisation, la réhabilitation des stations avec l'amélioration de l'éclairage, un aspect plus propre et de nouveaux escalators et ascenseurs.

## Son itinéraire
La ligne rouge actuelle se compose de quatre tronçons, la Howard Branch, la North Side Main Line, le State Street Subway et la Dan Ryan Branch. Elle roule du nord au sud du réseau. 

### La Howard Branch
La station Berwyn est typique des stations sur la Howard Branch dont le terminus est situé dans le quartier de Rogers Pak à Howard à la frontière nord de la ville de Chicago. La ligne roule sur les deux voies centrales sur un remblai surélevé avant de continuer sa route le long de Glenwood Morse Avenue tandis que la ligne mauve utilise les voies extérieurs en heure de pointe. La ligne continue sa route vers le sud, parallèlement à Broadway à l'est en suivant Leland Broadway Avenue. De là, les rames montent sur un viaduc en acier en desservant le  cimetière de Graceland, Irving Park Road et le quartier de Sheffield à Lincoln Park jusqu'à la station Wilson soit un parcours de onze stations là où la ligne mauve ne marque aucun arrêt.

### La North Side Main Line
De Wilson, la ligne rouge continue sur la North Side Main Line jusqu'à la station Belmont où elle est rejointe par la Ravenswood Branch de la ligne brune. De ce point, les lignes rouge, mauve (en heure de pointe) et brune roulent ensemble sur quatre voies, la ligne rouge empruntant toujours les deux voies centrales express (héritage de la Northwestern Elevated) jusqu'à Fullerton.

### Le State Street Subway
Après Fullerton, la ligne rouge se sépare des lignes brune et mauve et plonge à hauteur de Willow Street dans le State Street Subway en virant vers l'est et marque un premier arrêt à la station North/Clybourn avant de reprendre la direction du sud via le State Street. Le tunnel est long de douze kilomètres, comporte neuf stations et se termine au sud après la station Roosevelt.

### La Dan Ryan Branch
La Dan Ryan Branch débute lorsque la ligne rouge rejoint la surface à l'approche de la station Cermak-Chinatown et elle continue vers le sud-est afin de rejoindre un court tunnel entre la 28th Street et la 30th Street sous la Dan Ryan Expressway et d'en rejoindre la médiane avant de continuer jusqu'à son terminus actuel de 95th/Dan Ryan.

Stations rénovées
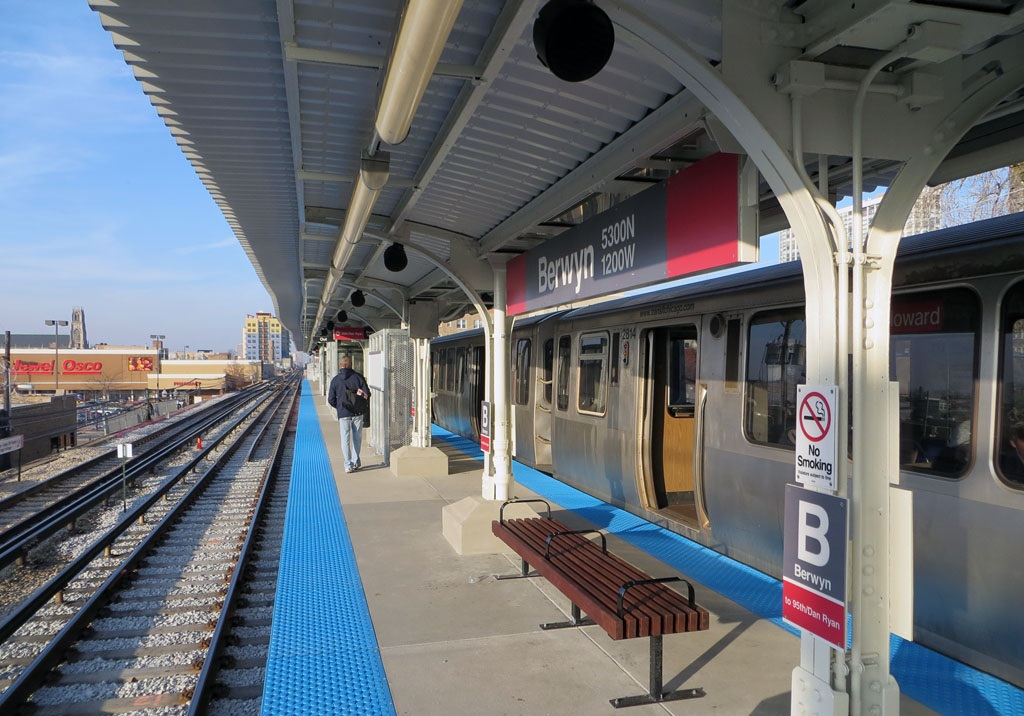
Berwyn (2012).
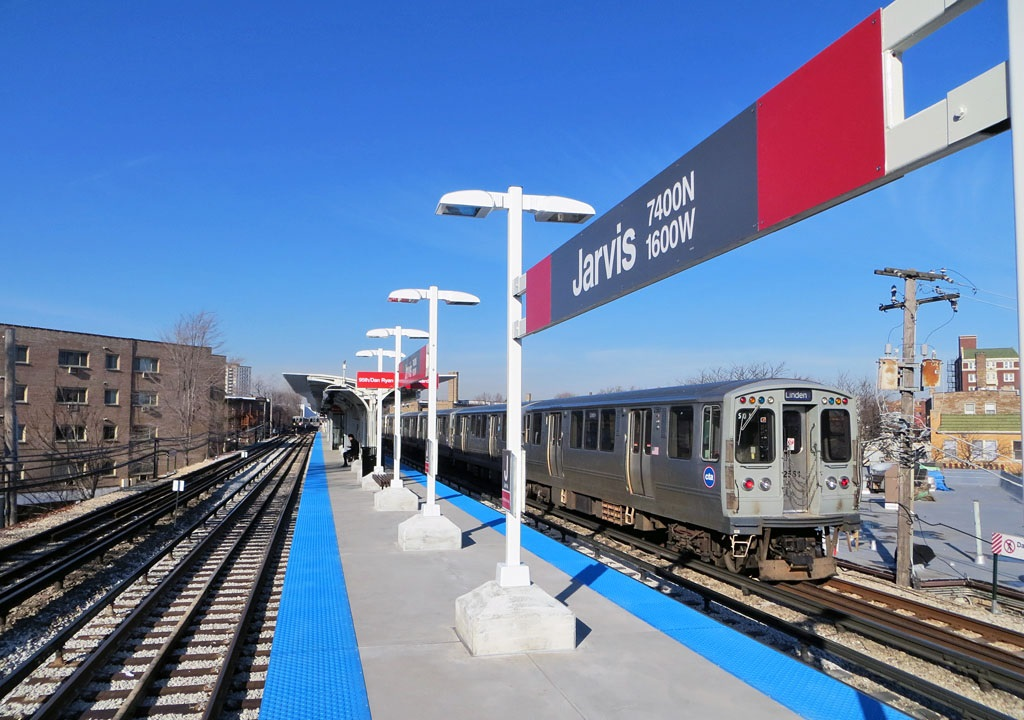
Jarvis (2012).
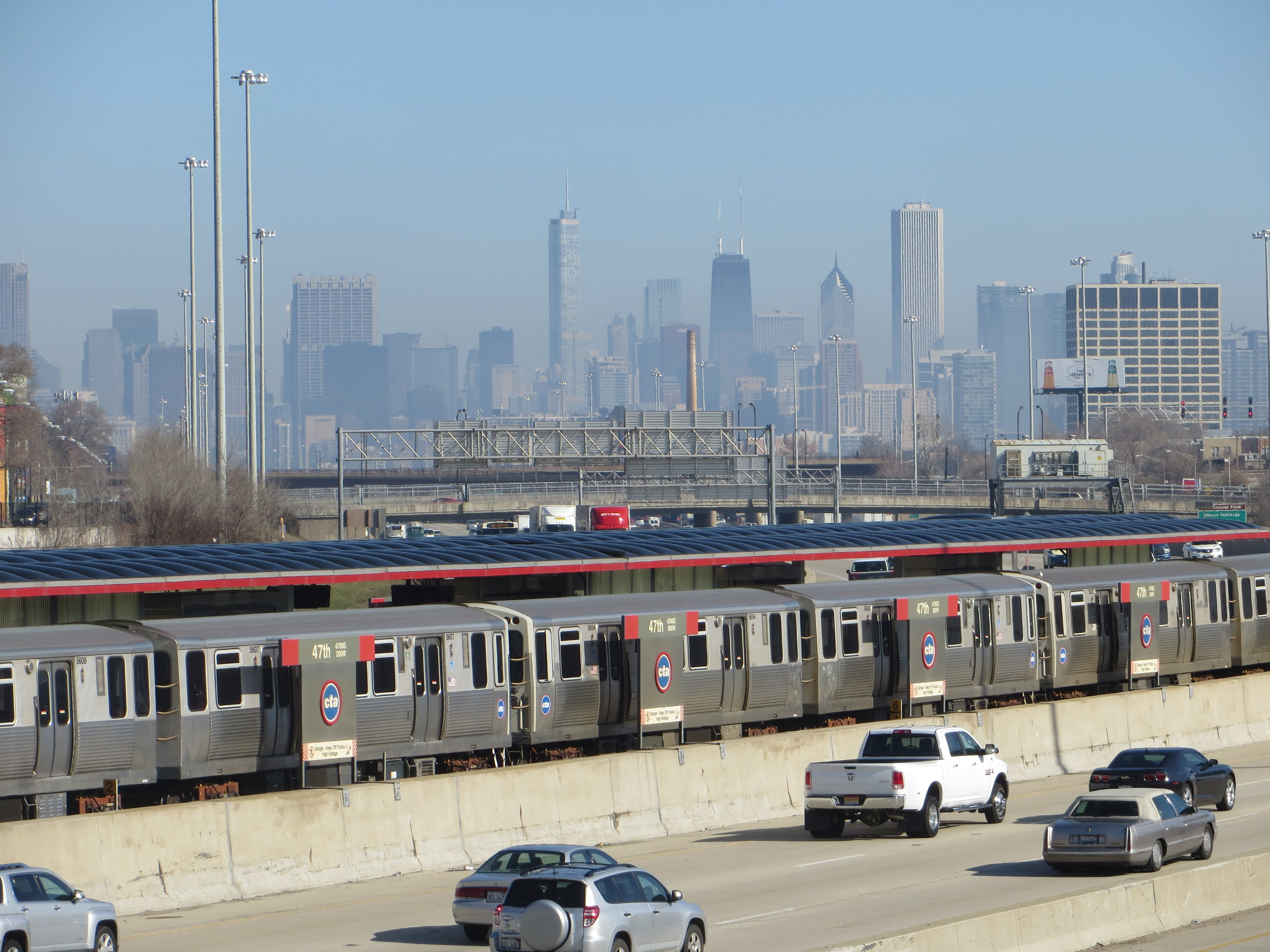
47th (2006)

## Exploitation

### Les rames utilisées
Actuellement, seules les rames de la série 2600 sont utilisées sur la ligne rouge sauf lorsqu'il y a pénurie. Dans ce cas, vu le dépôt commun à Howard, des rames de la série 2400 habituellement dévolues à la ligne mauve sont appelées en renfort sur la ligne rouge. À l'instar de la ligne bleue, la ligne rouge fonctionne 24 heures/ 24 et 7 jours / 7. Le service assuré est de 4 à 6 minutes en période de pointe avec des rames composées de 8 voitures pour une cadence de 15 minutes pendant la nuit avec des rames de 4 voitures.

## Les projets sur la ligne rouge

### Projets à réaliser
(8 août 2016).

#### L'extension de la Dan Ryan Branch
La Dan Ryan Branch sera prolongée au sud de 95th/Dan Ryan jusqu'à 130th Street. Le premier projet de prolongation de la ligne rouge, présenté en avril 2007, fournirait une nouvelle desserte dans le sud de Chicago en diminuant les temps de transit et en atténuant l'encombrement et la congestion au terminus actuel de 95th/Dan Ryan. 
Les résultats du Preliminary Screen 2 ont été présentés lors d'une réunion publique le 3 décembre 2008 et l'éventail des options pour le projet a été réduit à trois possibilités: Soit un bus à grande capacité soit deux voies possibles pour une prolongation de la ligne rouge sur un viaduc. Un itinéraire possible serait de suivre le Halsted Rail jusqu'à 127th Street avec des arrêts intermédiaires à 103rd Street, 111th Street, et la 119th street tandis que l'autre itinéraire consiste à suivre, à l'est, le UP Rail qui aurait son terminus à la 130th Street au croisement avec l'autoroute Ford Bishop avec des stations intermédiaires à 103rd Street, 111th Street et 115th Street.
L'étape suivante du processus d'analyse présenté les 3 et 4 juin 2009 a privilégié le deuxième itinéraire et les conclusions ainsi que le cahier des charges sont attendus durant le premier trimestre 2010.
Les travaux doivent commencer au plus tard en 2013 et la nouvelle ligne sera opérationnelle en 2016.

#### Mise en conformité des stations
Trois nouvelles stations seront accessibles aux personnes à mobilité réduite d'ici à fin 2012 afin de respecter le programme ADA (American Disabities Act) ; Il s'agit de Cermak-Chinatown, North/Clybourn  et Grand.

### Projets en cours d'étude
(8 août 2016).

#### Clinton Subway

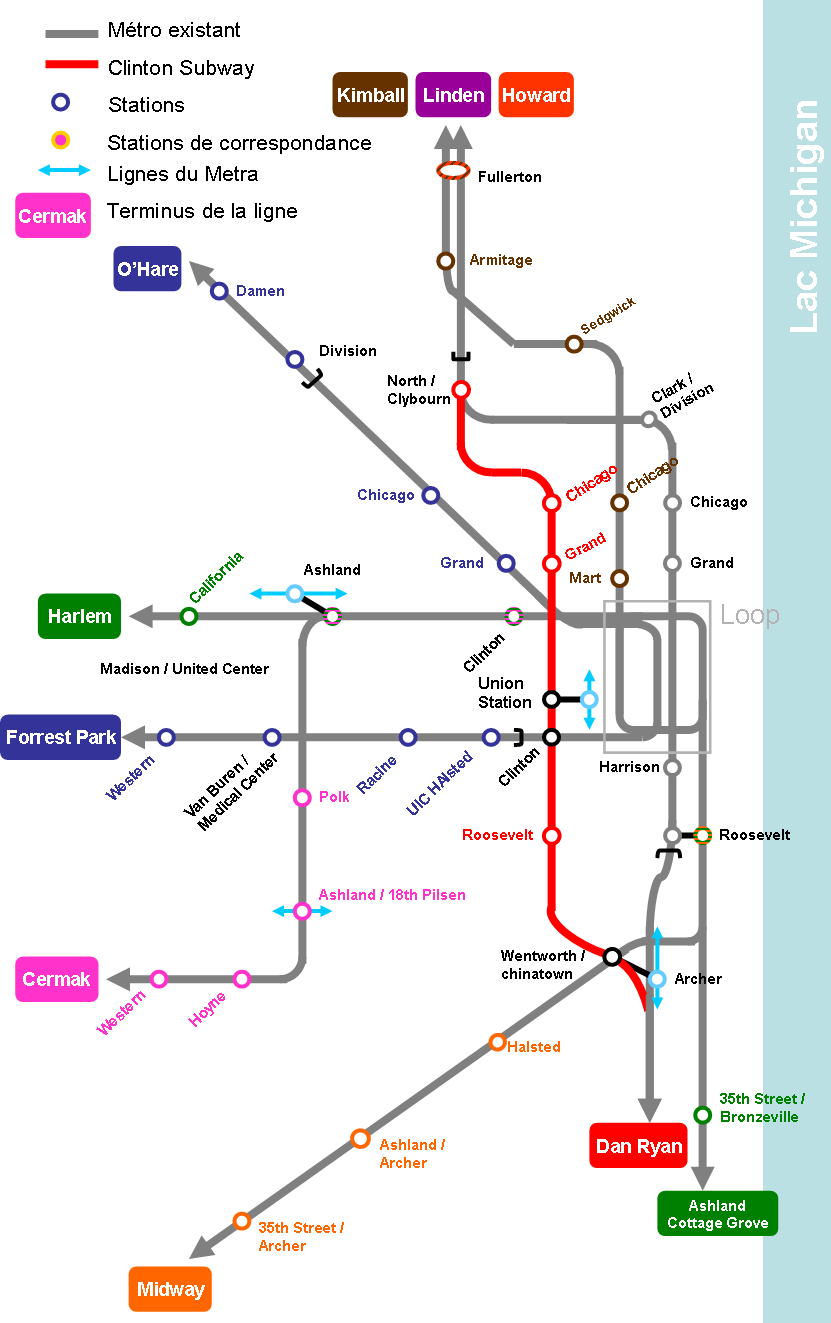
Nouveau tunnel sous Clinton.

Le 6 avril 2009, soit le lendemain du départ du CIO pour la nomination de la ville organisatrice des jeux olympiques d'été de 2016, la ville de Chicago en concertation avec la CTA à présenté les différents projets liés au transport dans Downtown Chicago. Le plus gros chantier étant la construction d'un nouveau couloir de métro sous Clinton Street afin de mieux desservir l'ouest du loop et de créer des correspondances complémentaires avec Union Station et les autres lignes du 'L'. 
Cette nouvelle jonction serait assurée par la ligne rouge qui abandonnerait le State Street Subway. Elle partirait de North/Clybourn pour rejoindre la voie vers 95th/Dan Ryan à Cermak-Chinatown. Longue de quatorze kilomètres, cette nouvelle jonction serait en grande majorité souterraine (sauf aux extrémités) et comporterait sept nouvelles stations (cinq dans la phase une)
La construction de cette nouvelle voirie éviterait également l'engluement des voies dans le State Street Subway dont l'exploitation serait reprise par la Circle Line et éventuellement par le nouveau terminus nord de la ligne orange express. Le budget des travaux représente trois milliards de dollars et ils devraient débuter en 2012 pour que la première phase soit exploitée en 2016 (entre North/Clybourn & Union Station) et la seconde (connexion vers 95th/Dan Ryan) en 2020. Les études de sol et la concertation vis-à-vis du projet débuteront au premier trimestre 2010.
Après l'annonce le 2 octobre 2009 du choix de Rio de Janeiro pour accueillir les jeux olympiques d'été de 2016, le directeur général de la CTA, Richard L. Rodriguez a annoncé que, même si les jeux olympiques auraient permis de débloquer les fonds nécessaires plus rapidement, la priorité était de construire un système de transport rapide et fiable pour les cinquante prochaines années et que les études de sol et les concertations seront bien lancées comme prévu.

#### La rénovation de la Howard Branch
Après avoir rénové les stations de la  ligne brune sur la Ravenswood Branch et sur la North Side Main Line, la Chicago Transit Authority a lancé en octobre 2009 une étude afin de procéder aux mêmes reconstructions et d'accessibilité des stations et des voies de la Howard Branch et de la Evanston Branch  de Addison à Linden soit un tronçon de 14,5 km.  
L'étude s'est terminée fin novembre 2010 afin d'en déterminer les couts, les échéances et le cahier des charges. Les audiences publiques ont eu lieu en janvier 2011 à Chicago et à Evanston pour présenter aux citoyens concernés les six différents scénarios possibles dont un prévoit la suppression des stations Foster et South Boulevard sur la Evanston Branch et des stations Thorndale, Jarvis et Lawrence sur la Howard Branch afin de limiter les couts de reconstruction de ces stations vieilles de quatre-vingt ans et de rendre la circulation des navetteurs plus rapide vers le Loop.
Lors de la réunion du 28 janvier 2011, cette dernière proposition s'est néanmoins heurtée au refus des résidents locaux.

#### Chicago 'L'
- Chicago Transit Authority
- Union Loop
- Metra

#### Autres
- Métro
- Liste des métros du monde
- Liste des métros d'Amérique